# Cuneisigna obstans
Cuneisigna obstans är en fjärilsart som beskrevs av Walker 1858. Cuneisigna obstans ingår i släktet Cuneisigna och familjen nattflyn. Inga underarter finns listade i Catalogue of Life.